# 塙英理加
塙 英理加（はなわ えりか、1990年7月20日 - ）は、日本の元女子プロボクサーである。愛媛県伊予郡砥部町出身。UNITED BOXING GYM所属。第3代WBCアジアコンチネンタル女子アトム級王者。第5代OPBF東洋太平洋女子ミニマム級王者。

## 来歴
長崎大学在学中にボクシングを始め、卒業後は愛媛に帰郷してからもジムに通うが、キックボクサーと結婚後に上京し、プロ転向。
2015年7月28日、後楽園ホールにて青木沙耶香（EBISU）戦でデビューし、2-1判定で勝利。
9月29日、武藤美希子（角海老宝石）に3-0判定で勝利しデビュー2連勝。
12月21日、フロリビック・モンテロ（ フィリピン）に3-0判定で勝利し3連勝。
2016年3月1日、シーザー・マノップジム（ タイ）を2回TKOで退け初のKO勝利。
6月10日、初の海外遠征としてフィリピンにてクリスティーン・ラテューブとWBCアジアコンチネンタルアトム級王座決定戦に挑み、3-0判定で初タイトル獲得。
帰国後の6月30日、いきいき砥部大賞を受賞。
7月27日、ドークマイパ・ソーデイントン（タイ）と対戦し、3-0判定勝利。
2017年3月15日、世界前哨戦として前の試合で黒木優子（YuKO）が持つWBC女子世界ミニフライ級王座に挑戦したノル・グロ（フィリピン）と対戦し、2回終了TKO勝利。
5月19日、前王者池原シーサー久美子が引退のため空位となったWBO女子ミニフライ級王座を江畑佳代子（ワタナベ）と争うが、0-3判定でプロ初黒星を喫した。
11月10日、フィリピンパラワン州プエルト・プリンセサにてソーンサワン・サラカーンジム（タイ）とOPBF東洋太平洋女子ミニフライ級シルバー王者決定戦を争い、3RTKOで勝利しタイトル獲得。
2018年11月28日、世界王座挑戦経験を持つジュジース・ナガワに4回TKO勝利で東洋太平洋ミニマム級王座獲得。
2019年2月16日、メキシコカンクンにてイェセニア・ゴメスが持つWBC女子世界ライトフライ級王座に挑むが、0-2判定で敗れ王座獲得を逃した。
2月20日付で引退届提出。

## 戦績
- プロボクシング:14戦 10勝 4KO 4敗

## 獲得タイトル
- 第3代WBCアジアコンチネンタル女子アトム級王座
- 第5代OPBF東洋太平洋女子ミニマム級王座

## 受賞歴
- いきいき砥部大賞[1]